# Aneta Rekas
Anna Rękas is een Pools langebaanschaatsster.
In 1991 kwam zij voor Polen uit op het EK Allround en het WK Allround in Hamar.
In 1992 startte ze weer op het EK Allround.

## Records

### Persoonlijke records[3]
| Afstand    | Tijd    | Datum         | Baan     |
| ---------- | ------- | ------------- | -------- |
| 500 meter  | 42.81   | 26 maart 1989 | Alma Ata |
| 1000 meter | 1:26.85 | 1 maart 1991  | Calgary  |
| 1500 meter | 2:12,62 | 1 maart 1991  | Calgary  |
| 3000 meter | 4:38,43 | 1 maart 1991  | Calgary  |
| 5000 meter | 8:25,00 | 16 maart 1991 | Alma Ata |